# Jody Alderson
Pour les articles homonymes, voir Alderson.
Joan Alderson dite Jody Alderson, née le 5 mars 1935 à Chicago (Illinois) et morte le 14 février 2021, est une nageuse américaine spécialiste des épreuves de nage libre. Elle compte à son palmarès une médaille de bronze olympique.

## Biographie
Jody Alderson remporte lors des Jeux olympiques d'été de 1952 à Helsinki la médaille de bronze en relais 4 × 100 mètres nage libre avec Jackie LaVine, Marilee Stepan et Evelyn Kawamoto. Elle termine aussi à la cinquième place de la finale du 100 mètres nage libre.

## Palmarès

### Jeux olympiques
| Épreuve / Édition                | Helsinki 1952         |
| 100 mètres nage libre            | 5e 1 min 7 s 1        |
| Relais 4 × 100 mètres nage libre | Bronze · 4 min 30 s 1 |